# Aymen Hammed
Aymen Hammed (arabisch أيمن حمّاد; geb. 26. Juli 1983 in M’saken) ist ein tunesischer Handballspieler. Er hat bei Espérance Sportive de Tunis und Montpellier Handball gespielt.
Er nahm mit der tunesischen Nationalmannschaft an der Weltmeisterschaft 2015 und an den Olympischen Sommerspielen 2016 in Rio de Janeiro teil.